# Somatina candida
Somatina candida là một loài bướm đêm trong họ Geometridae.